# Tiếng Daur
Tiếng Daur hay tiếng Daghur là một ngôn ngữ Mongol, được nói bởi người Daur.

## Phân bố
Tiếng Daur có bốn phương ngữ: Daur Amur gần Hắc Hà, Daur Nonni ở bên tả ngạn sông Nonni đoạn từ nam Tề Tề Cáp Nhĩ đến kỳ tự trị dân tộc Daur Morin Dawa, Daur Hailar ở đông nam Hailar và một phương ngữ ở Tân Cương gần Tháp Thành. Ngôn ngữ này chưa có dạng viết chuẩn, một bảng chữ cái dựa trên Bính Âm Hán Ngữ đang được sử dụng; đa số người nói tiếng Daur cũng biết tiếng Hán và/hay tiếng Mông Cổ. Vào thời nhà Thanh, tiếng Daur từng được viết bằng chữ Mãn.

## Ngữ âm
Đa phần phương ngữ tiếng Daur có phụ âm môi hóa (ví dụ /sʷar/ 'bọ chét', so với /sar/ 'mặt trăng'), và chia sẻ sự hiện diện của phụ âm vòm hóa với tiếng Mông Cổ. Nó cũng có /f/, tuy chỉ trong từ mượn. Nguyên âm ngắn cuối từ biến mất và nguyên âm ngắn không nằm trong âm tiết đầu cũng mất giá trị âm vị. Tiếng Daur cùng tiếng Mông Cổ là những ngôn ngữ Mongol duy nhất cho thấy những thay đổi này. Do sự hợp nhất của /ɔ/ với /o/ và /ʊ/ với /u/, sự hòa âm nguyên âm dần biến mất.

### Nguyên âm
|          | Trước | Trước | Giữa | Giữa | Sau  | Sau |
|          | Ngắn  | Dài   | Ngắn | Dài  | Ngắn | Dài |
| -------- | ----- | ----- | ---- | ---- | ---- | --- |
| Đóng     | i     | iː    |      |      | u    | uː  |
| Gần đóng |       |       |      |      |      |     |
| Nửa đóng |       |       | ə    | əː   |      |     |
| Nửa mở   |       |       |      |      | ɔ    | ɔː  |
| Mở       |       |       | a    | aː   |      |     |

### Phụ âm
|               |               | Môi    | Môi     | Môi     | Chân răng | Chân răng | Chân răng | Vòm    | Vòm     | Ngạc mềm | Ngạc mềm | Ngạc mềm |
|               |               | thường | môi hóa | vòm hóa | thường    | môi hóa   | vòm hóa   | thường | môi hóa | thường   | môi hóa  | vòm hóa  |
| ------------- | ------------- | ------ | ------- | ------- | --------- | --------- | --------- | ------ | ------- | -------- | -------- | -------- |
| Tắc           | vô thanh      | p      |         |         | t         | tʷ        | tʲ        |        |         | k        | kʷ       | kʲ       |
| Tắc           | hữu thanh     | b      |         | bʲ      | d         | dʷ        | dʲ        |        |         | ɡ        |          | ɡʲ       |
| Tắc xát       | vô thanh      |        |         |         |           |           |           | tʃ     | tʃʷ     |          |          |          |
| Tắc xát       | hữu thanh     |        |         |         |           |           |           | dʒ     | dʒʷ     |          |          |          |
| Xát           | Xát           | f      |         |         | s         | sʷ        |           | ʃ      |         | x        | xʷ       | xʲ       |
| Mũi           | Mũi           | m      | mʷ      | mʲ      | n         |           | nʲ        |        |         | ŋ        |          |          |
| Rung          | Rung          |        |         |         | r         |           | rʲ        |        |         |          |          |          |
| Cạnh lưỡi     | Cạnh lưỡi     |        |         |         | l         |           | lʲ        |        |         |          |          |          |
| Bán nguyên âm | Bán nguyên âm |        |         |         |           |           |           | j      |         |          | w        |          |

## Từ vựng
50% từ vựng tiếng Daur chia sẻ chung với toàn hệ Mongol. Ngôn ngữ này vay mượn 5 đến 10% vốn từ từ tiếng Trung Quốc, 10% từ tiếng Mãn và một số nữa từ tiếng Evenk và tiếng Nga. Chừng 20% số từ vựng còn lại là của riêng tiếng Daur.

### Số đếm
Tất cả số từ cơ bản có gốc Mongol.
|    | Tiếng Việt | Tiếng Mông Cổ cổ điển | Tiếng Daur |
| 1  | Một        | Nigen                 | Nyk        |
| 2  | Hai        | Qoyar                 | Xoyir      |
| 3  | Ba         | Ghurban               | Gwarbyn    |
| 4  | Bốn        | Dorben                | Durbun     |
| 5  | Năm        | Tabun                 | Taawyn     |
| 6  | Sáu        | Jirghughan            | Jirgoo     |
| 7  | Bảy        | Dologhan              | Doloo      |
| 8  | Tám        | Naiman                | Naimyn     |
| 9  | Chín       | Yisun                 | Isyn       |
| 10 | Mười       | Arban                 | Xarbyn     |